# رحيل الفرنسي (فلم 2020)
فيلم رحيل الفرنسي هو فيلم كوميدي سريالي لعام 2020 من إخراج عزازيل جاكوبس ، استنادًا إلى رواية تحمل نفس الاسم من تأليف باتريك ديويت ، الذي كتب السيناريو أيضًا. يحكي قصة وريثة مانهاتن ( ميشيل فايفر ) التي تنتقل إلى باريس مع ابنها ( لوكاس هيدجز ) مع القليل من المال المتبقي لديهم.
عُرض الفيلم لأول مرة حول العالم في مهرجان نيويورك السينمائي في 10 أكتوبر 2020 ، ومن المقرر أن يُعرض في الولايات المتحدة في 12 فبراير 2021.

## الحبكة
تنتقل أرملة قريبة من الإفلاس إلى باريس مع ابنها وقطها، والذي يصادف أن يكون هو زوجها المتجسد كقط أيضاً.

## طاقم التمثيل
- ميشيل فايفر بدور فرانسيس برايس
- لوكاس هيدجز بدور مالكولم برايس
- فاليري ماهافي في دور السيدة رينارد
- سوزان كوين بدور جوان
- إيموجين بوتس بدور سوزان [1]
- دانييل ماكدونالد في دور مادلين
- دانيال دي توماسو في دور توم
- إسحاق دي بانكولي في دور جوليوس [2]
- تريسي ليتس في دور فرانك الصغير (صوت)

## روابط خارجية
- الموقع الرسمي
- رحيل الفرنسي  في قاعدة بيانات الأفلام على الإنترنت (بالإنجليزية)